# ポポロクロイス物語
『ポポロクロイス物語』（ポポロクロイスものがたり）は1981年に朝日小学生新聞で連載開始された漫画作品。作者は田森庸介。
タイトルはイタリア語の「ポポロ（人々）」、フランス語の「クロワ（交差）」から創られた造語で、「様々な人々や種族が交差する」という意味である。姿かたちや種族を越えた思いやり・愛情、仲間の大切さなどがシリーズを通じて根底に流れている。
翻案作品として1996年以降コンピュータゲームが製作されており、2003年にはテレビアニメ化された。

## 漫画
1978年 - 雑誌『だっくす』（清彗社、直後に『ぱふ』に改題）にて漫画『ポポロクロイス物語』初公開、翌年にかけて計3話掲載された。
1981年10月に朝日小学生新聞にて連載開始された。1986年に制作がストップ、現在まで未完の状態。緻密なトーンワークと生きているような動きのアクション、壮大なファンタジー要素を取り入れた世界を描いている。
2003年にはポプラ社より全3巻の本にまとめられて刊行（物理書籍としては絶版だが、電子書籍版が発行中）。2017年にはこれを基に判型をB6判に変更、カラー原稿の復刻（ポ社版では白黒）や田森が描き下ろした「あとがき」を収録するなどした「ポポロクロイス物語 決定版」が復刊ドットコムより発売。（下記ISBNは「決定版」のもの）
- 第1巻「知恵の王冠の冒険」ISBN 9784835454962
- 第2巻「七匹の小竜の冒険」ISBN 9784835454979
- 第3巻「竜の夢の冒険」ISBN 9784835454986

## 翻案作品

### コンピュータゲーム
ゲーム作品としての「ポポロクロイス」はソニー・コンピュータエンタテインメント（以下SCE）の登録商標になっている。
- 1996年7月12日 - ジーアーティスツとの制作で、PlayStation用ゲームソフト『ポポロクロイス物語』発売。
- 1998年11月26日 - SCEより、PlayStation用ソフト『ポポローグ』発売。
- 2000年1月27日 - SCEより、PlayStation用ソフト『ポポロクロイス物語II』発売。
- 2002年6月20日 - SCEより、PlayStation 2用ソフト『ポポロクロイス はじまりの冒険』発売。
- 2004年3月18日 - SCEより、PlayStation 2用ソフト『ポポロクロイス 月の掟の冒険』発売。
- 2005年2月10日 - SCEより、PlayStation Portable用ソフトとして『ポポロクロイス物語 ピエトロ王子の冒険』発売。ポポロクロイス物語、ポポロクロイス物語IIのリメイクに新たなエピソード「闇の獅子王」を加えた作品。
- 2009年1月15日 - SCEより、RPG風カードゲームのiモード用ゲームアプリ『ポポロクロイス物語 カードクエスト』配信。1作目のストーリーをRPG風カードゲームで再現した作品。
- 2011年2月28日 - エムティーアイ運営のSNSサイト「ログとも」にて、SCE監修のソーシャルゲーム『ポポロクロイス物語〜夢と絆の冒険〜』配信[2]。2013年6月28日サービス終了
- 2015年6月18日 - マーベラスより、ニンテンドー3DS用ソフトとして『ポポロクロイス牧場物語』発売（牧場物語シリーズとのコラボ作品）
- 2018年5月8日 - セガゲームスよりスマートフォンアプリ『ポポロクロイス物語 〜ナルシアの涙と妖精の笛』配信開始。2021年11月30日にサービス終了。

#### 時系列
ゲームシリーズの時系列は以下の順番となっている。
- ポポロクロイス物語 - ピエトロ10歳
- ポポローグ - ポポロクロイス物語の1年後。ピエトロ11歳
- ポポロクロイス物語II - プロローグがポポローグの1年後。本編はその3年後。ピエトロ12歳～15歳
- ポポロクロイス牧場物語 - IIのプロローグの1年後。II本編の2年前。ピエトロ13歳
- ポポロクロイス物語 〜ナルシアの涙と妖精の笛 - II本編の3年後。ピエトロ18歳
- ポポロクロイス はじまりの冒険 - ナルシアの涙と妖精の笛の12年後。ピノン8歳、ピエトロ30歳
- ポポロクロイス 月の掟の冒険 - はじまりの冒険の半年後。ピノン8歳、ピエトロ30歳

- AP485年 - ピエトロ・パカプカ誕生。
- AP495年 - ピエトロが氷の魔王を討伐する（ポポロクロイス物語/ピエトロ王子の冒険・氷の魔王編）。
- AP497年 - ポポロクロイスが夢幻フィールドに引き込まれる（ポポローグ）。ピエトロ、王位継承の儀を行う。エレナ・パカプカ誕生、その際パウロ国王が闇に心を奪われる（ピエトロ王子の冒険・闇の獅子王編）。
- AP500年 - ピエトロが美の女神マイラを討伐する（ポポロクロイス物語Ⅱ/ピエトロ王子の冒険・美の女神編）。
- AP507年 - ピノン・パカプカ誕生。
- AP515年 - ピノンが闇の精霊ヤズムを討伐する（はじまりの冒険）。ポポロクロイス王国の住民が石化する（月の掟の冒険）。

#### 町・地域など
本記事ではポポロクロイス王国周辺のみ記述する。その他の地域は各作品を参照。
ポポロクロイス城
ポポロクロイス国王が代々城主を務める城。質素を重んじる造りで、華美な装飾はあまり見られない。度々増築を繰り返しており、シリーズを通してプレイすることで王国の発展を実感することができる。
ポポロクロイス城下町
ピエトロたちの旅の拠点となる町。城へと続く橋のたもとには、王国の象徴である竜の像が置かれている。また、町の片隅には氷の魔王襲撃の際に人々の心の支えとなった希望の炎が灯されている。町は壁で囲まれており、有事の際には頑丈な扉で入口を閉ざすことで外敵の侵入を防ぐことができる。
タキネン村
城下町の近くにある村で、フローネルの森に隣接している。産業は主に畜産とパン製造。きこりが木を切る音がこだまし牛たちの鳴き声が聞こえてくる、のんびりとした雰囲気の村。小麦粉を挽くための水車小屋がシンボルの一つになっている。パウロが少年だった頃に一帯の開拓が始まったが、その頃は開拓者の村と呼ばれていた。はじまりの冒険以降では、城下町との間にタキネン渓谷というフィールドが追加された。
ポポロクロイス海岸
城下町の近くにある海岸。ピエトロの時代では家が一軒建っていただけだったが、ピノン時代では海エリアに関わる事が多く重要な場所となっている。また、近くに海岸洞窟があり、その先にはピノンがルナと落ち合う場所となる秘密海岸がある。
フローネルの森
森の魔女ギルダが魔法で守っている森。ギルダとナルシアの姉妹が住むギルダの館、妖精が住むといわれるかけあしの泉、ポポロクロイス王家に代々伝わる王家の洞窟などが存在する。
王家の洞窟
森の魔女が代々管理を受け持つ洞窟。かつて大神ユリウスの神殿だった神聖な場所で、知恵の王冠や黄金の鍵をはじめとする神聖な宝物が収められていた。ポポロクロイス物語の中でも重要な場所であると、原作者は明かしている。
パーセラ
交易で栄える港町。ポストフの造船所があり、ブリオニア墜落後はブリオニア観光の拠点ともなっている。世界中から様々な人が集まっているので、町は活気にあふれている。ドロボウ市場と呼ばれる怪しげな店がある。

#### 登場人物
ピエトロ王子やナルシアなど一部のキャラクターのデザインが原作漫画と異なり、またピエトロ王子が竜の力を持たないなど設定面での違いも見られる。
4つの光の意思を継いだ種族として、人間族・妖精族・竜族・神族が主体である。敵として登場するモンスターの多くはこれらの種族に属さないか、闇の意思を継いだもの、もしくは闇に心を魅入られたものである。
人間族
カオスの監視をさせるため、神が己の姿に似せて作りだした種族。人族と呼ばれる人間のような姿だけでなく、犬や猫、ワニのような姿をしたものなど多種多様。また、長い間修行を積むことで特別な魔力や神通力を得た森の魔女や仙人などと呼ばれている者もいる。なお、「闇の獅子王編」で闇に心を奪われたパウロ国王によってパカプカ王家が人間族の長たる血筋であることが明かされている。
おもな人物
ピエトロ、ピノン、エレナ（ピエトロ・ピノン・エレナには他の種族の血も流れているため、純粋な人間族ではない）、白騎士、マルコ、ジルバ、レオナ、モンバ

妖精族
光の意思を継いだ精霊が集まって生まれた種族。遥か昔に森の妖精族と海の妖精族に分かれ、月の掟によって互いの交流を絶たれる。精霊を見る力を持ち、身長は人間族よりも小さいが、王族は人間族と同じくらいである。
心を闇の力に侵されると闇の妖精族になってしまう。
森の妖精族
一対の触覚と昆虫のような羽をもち、空を飛ぶことができる。海水に触れると泡となって死んでしまう。
おもな人物
ナルシア（『II』で正体が明かされる前だった98年のアニメでは人族の森の魔女）、メディア、パーニャ、パティルーサ
海の妖精族
尖った耳と人魚のような尾を持つ。水中を泳ぐ能力に長け、海面の上に浮かぶこともできる。陸に上がると砂になって死んでしまう。
おもな人物
ルナ、セレーネ、ガウデ、サンデア

竜族
霊体が集合することで生まれた種族。口から炎を吐くことができ、一対の翼と四肢をもつ。単独で一国を滅ぼす強大な力をもつが、その多くは守り神として世界各地でひっそりと暮らしている。
おもな人物
サニア、ウルスラ、ガボ、ギルバート、老竜神

神族
創造主が己の分身として作りだした種族。姿は一般的な人間族とほぼ同じだが、鳥のような翼を持つ。空に浮かぶ神々の国で暮らしているため、人々がその姿を目にすることはない。
おもな人物
マイラ、ユリウス

### テレビアニメ
1998年10月4日から1999年3月28日にかけて、テレビ東京でテレビアニメ『ポポロクロイス物語』が放送された。製作はSPEビジュアルワークス。
1作目のアニメでは風族というオリジナル設定の種族が登場する。
2003年10月5日から2004年3月28日にかけて、テレビ東京でアニメ『ポポロクロイス』が放送された。

### その他
- 1994年 - 劇場用アニメ『ポポロクロイス物語』パイロットフィルム制作（劇場版本編は未制作に終わる）
- 2003年4月 - 雑誌『りぼんオリジナル』（集英社）にて井上多美子作『ポポロクロイス〜ピノンの大冒険〜』連載